# Gastone Velo
Gastone Velo detto Nazzari (Feltre, 16 maggio 1923 – Castello Tesino, 10 ottobre 1944) è stato un partigiano italiano,  vicecomandante del Battaglione Gherlenda della Brigata Garibaldi "Antonio Gramsci" (Feltre) operante nel Tesino.

## La vita
Figlio di Attilio, calzolaio, e Dirce Centeleghe, dopo i tre anni di scuola di avviamento al lavoro fu alle dipendenze di alcune fabbriche meccaniche locali (Simmel, Metallurgica feltrina). 
Viene ricordato come un esuberante ragazzotto, alto (1,87) e robusto, somigliante al giovane attore Amedeo Nazzari, da qui il nome di battaglia "Nazzari".
Il 2 aprile fu arruolato nella Regia Aeronautica come aviere e inviato nelle basi aeree di Aviano, a San Pietro di Gorizia (ora Slovenia) e a Poggio Renatico. 
L'8 settembre 1943 lo colse a Fano presso una scuola per allievi ufficiali della aviazione. Dopo un avventuroso girovagare per l'Appennino romagnolo-marchigiano rientrò a Feltre dove collaborò subito con il neonato movimento partigiano.

## 4 agosto 1944 a Primiero
Partecipò alla missione del 4 agosto 1944 a Primiero con Giorgio Gherlenda e Alvaro Bari. Con loro condivise l'arresto e le torture. Con la sua prestanza fisica riuscì a fuggire. Ecco come il partigiano Aristide Zenoni “Tizio” descrisse l'arrivo di "Nazzari" nel rifugio partigiano dopo la sua fuga:

## Vicecomandante del "Gherlenda"
Quando alcuni partigiani di Fonzaso e del Tesino il 20 agosto 1944 costituirono il Battaglione Gherlenda che operò in territorio trentino, Gastone Velo fu tra i volontari del gruppo che lo nominarono vice comandante.
Conobbe Clorinda Menguzzato ("Veglia") e ne divenne il fidanzato. Fu arrestato l'8 ottobre assieme a lei. Per non fornire il suo nome, "Veglia" fu torturata, ripetutamente violentata dai soldati del Corpo di sicurezza trentino e azzannata da cani. Per loro due ci fu l'assedio da parte del Corpo di sicurezza trentino all'intero paese di Castel Tesino. 
Secondo gli atti processuali, Gastone Velo fu ucciso il 10 ottobre da Niedermayer, arrivato da Feltre appositamente per regolare i conti con la fuga che Nazzari fece nella notte tra il 4 e 5 agosto dal carcere nazi-fascista presso la caserma Zannettelli.
Dal libro dei morti della parrocchia di Castel Tesino (XI- 1939-1955) risulta:
Ora “Nazzari” riposa nel I° campo del cimitero di Feltre in una tomba perpetua. È sepolto vicino alla sua indomita mamma Dirce Centeleghe, che, come risulta dagli atti dei Tribunali militari (Belluno, Venezia e Padova), denunciò la ferocia del criminale di guerra Niedermayer. Lottò inutilmente per avere giustizia perché Niedermayer, sia pur condannato all'ergastolo, visse libero in qualche paese del Sudamerica.